# Городище (Сафоновський район)
Городище (рос. Городище)  — присілок Сафоновського району Смоленської області Росії. Входить до складу Богдановщинського сільського поселення.
Населення —  32 особи (2007 рік). 